# サッカー選手の代表資格
本項目では、サッカー選手がナショナルチームの一員（代表）として活動するための資格 (FIFA eligibility rules)について記す。
サッカーの国際競技連盟である国際サッカー連盟 (FIFA) は、選手が公式な国際大会（FIFAワールドカップなど）や国際親善試合で特定の国を代表する資格があるかどうかを決定する規則を維持および実施する責任を有する。 
20世紀、FIFAは選手がその国の市民権を有している限り、選手が任意の国の代表チームに所属することを認めていたが、一部の国で外国人選手が活動国に帰化し国籍を変更する傾向が高まっていることに対応して、FIFAは2004年に、選手が代表として活動したい国との「明確なつながり」を示すことを求める新たなルールを策定した。 FIFAはその権限を利用して、代表資格のない選手を起用した国際試合の結果を覆した。

## 歴史
歴史的にみると、かつてサッカー選手は複数のナショナルチームで活動することが可能であった。例えば、アルゼンチン出身のFWアルフレッド・ディ・ステファノはアルゼンチン代表（1947年）、コロンビア代表（1949-52年、当時はFIFA未公認 ）、スペイン代表（1957年-1961年）と3カ国のナショナルチームでプレーした経験を持つ。
ディ・ステファノのレアル・マドリード時代のチームメイトであるFWフェレンツ・プスカシュも、キャリアの初期にハンガリー代表として85キャップを獲得した後、スペイン代表としてもプレーした。
また、ブラジル出身のFWジョゼ・アルタフィーニ（マゾーラ）は、1958年のFIFAワールドカップスウェーデン大会ではブラジル代表として、その後の1962年のFIFAワールドカップチリ大会ではイタリア代表としてプレーしている。
そのほか、2つまたは3つの国で代表経験を持つ選手としては、以下のような選手がいる。
- エルンスト・ヴィリモフスキ（ポーランド / ドイツ） [5]
- ジョー・ゲイジェンズ（英語版）（アメリカ合衆国 / ハイチ）
- ラディスラオ・クバラ（チェコスロバキア / ハンガリー / スペイン） [1]
- ライムンド・オルシ（アルゼンチン / イタリア）
- ルイス・モンティ（アルゼンチン / イタリア。2つの異なるチームで別々にFIFAワールドカップ決勝でプレーした唯一の人物）
- ホセ・サンタマリア（ウルグアイ / スペイン）
- アルベルト・スペンセル（エクアドル / ウルグアイ）
- パウリーノ・アルカンタラ（フィリピン / スペイン）

なお、この中には、東ドイツ→ドイツ、ソビエト連邦→ウクライナ、ユーゴスラビア→クロアチアのように、地政学的影響により国そのものの所属が変わった多くの選手は含まれていない。
この他、非公式な（FIFA未公認の、キャップの対象とならない）国際試合で異なるFIFA加盟国代表としてプレーしたことがある選手として、以下のような選手がいる。
- U-20ウルグアイ代表経験を持つダニエル・ブライロフスキー（英語版）は、後にアルゼンチン代表の合宿に参加し、さらに数年後にはイスラエル代表に選出されている。
- アルバニア代表経験を持つデバティク・クリー（英語版）は、2014年に行われた親善試合でコソボ代表としてプレーしたが、当時コソボはFIFAおよび欧州サッカー連盟 (UEFA) に加盟していなかった。クリーは後にアルバニア代表に復帰した[6]が、その試合にコソボ代表として出場した他の選手は、コソボがUEFA及びFIFAに加盟した時点で正式にコソボ代表に切り替えた[7]。
- イギリス生まれのFWバリー・ヘイルズ（英語版）は、ケイマン諸島代表としてMLS所属のD.C.ユナイテッドと対戦後、ジャマイカ代表として国際大会に出場している[8]。
- 元イングランド代表のゴードン・ホドソン（英語版）は、その前に南アフリカ代表として2試合の親善試合出場経験を有している。
- 元フランス代表のミシェル・プラティニは、1988年に行われた招待試合でクウェート代表に加わって21分間プレーした経験を持つ[5] [9] [10]。

## 代表資格ルールの策定

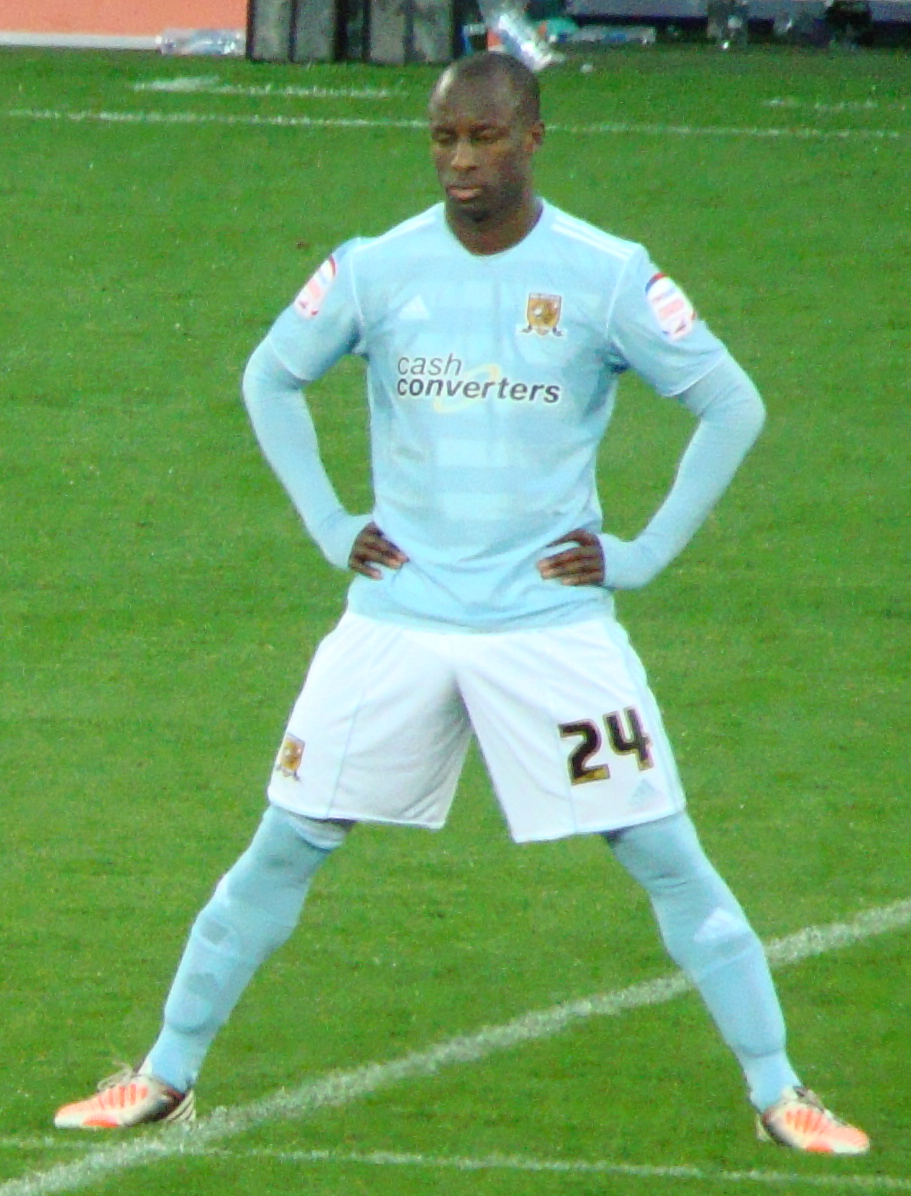
ナイジェリア代表のソーン・アルコは、U-19イングランド代表としての出場経験を持つ。

2004年1月、FIFAは代表資格に関する新たなルールを定めた。具体的には、選手が21歳の誕生日の前に申請した場合に限り、選手が代表資格の対象国を変更することを可能とするというもので、このルールを最初に申請したのは、2004年アテネオリンピックのサッカー男子予選を兼ねたU-21欧州選手権予選でU-21フランス代表として活動した経験を持つ、アルジェリア代表のアンター・ヤヒアだった。近年この要件に基づき代表資格の変更を申請した選手の例としては、 U-19イングランド代表の経験を持つナイジェリア代表のソーン・アルコや、U-21イングランド代表の経験を持つスコットランド代表のアンドリュー・ドライバーがいる。
2004年3月、FIFAは代表資格に関するより広範な方針を変更した。これは、カタール代表やトーゴ代表など、ブラジル等の別の国で生まれ育ち、新たに（元々のルーツを持たない）別の国の市民権を得た上でその国に帰化させて代表入りさせる傾向が高まっていることに対応していると報じられている。
FIFAで緊急に行われた委員会での評決では、選手が出生地でない国の代表資格を得るためには、選手とその国との間の「明確なつながり」を示すことができなければならないと規定した。具体的には、
- 選手にその国生まれの親もしくは祖父母がいること
- 選手がその国に少なくとも2年間の居住歴を有していること

のいずれかを満たすことを条件として示している。

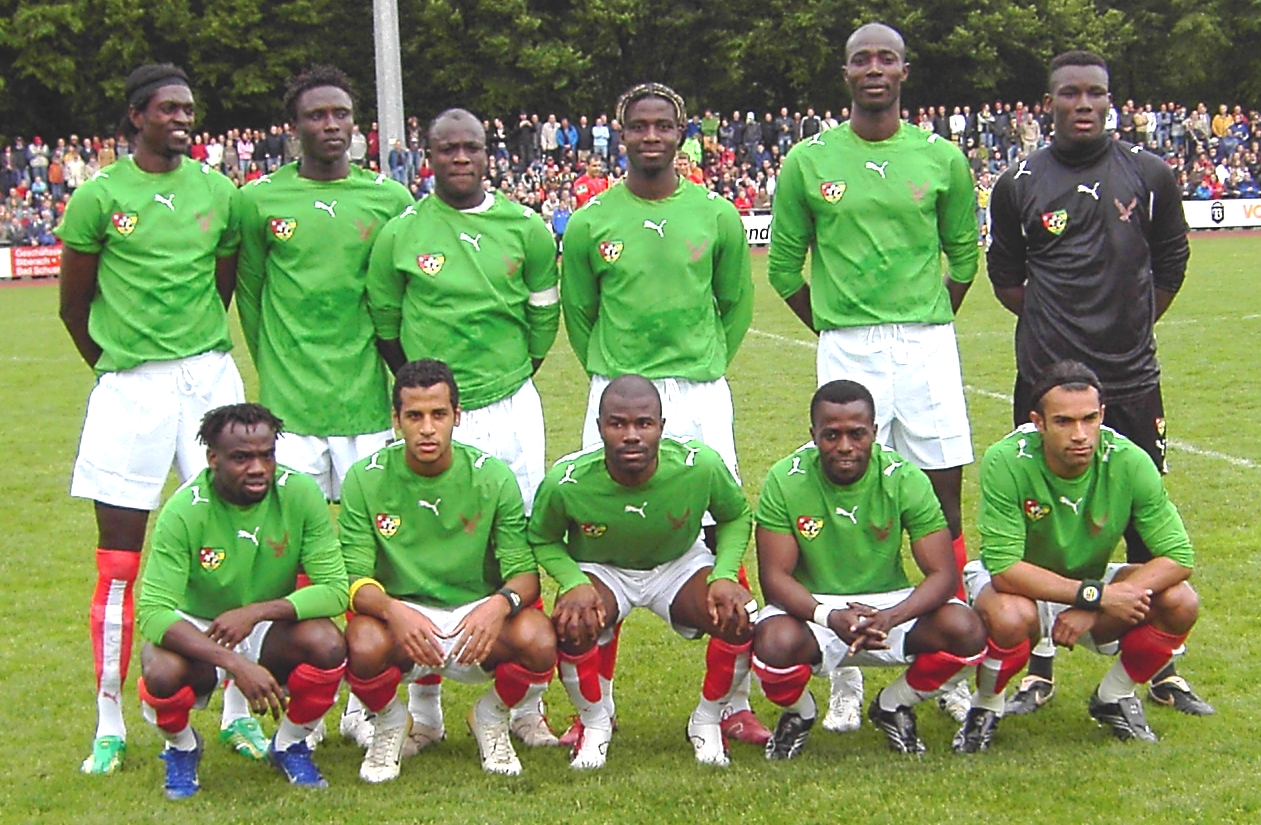
ブラジルで生まれ育った帰化選手を多く選考したトーゴ代表は、2004年のFIFAによる代表資格ルールの変更に大きな影響を与えたと言われている。

2007年11月、FIFA会長（当時）のゼップ・ブラッターはBBCの取材に対し、「この茶番劇を止めなければ、ブラジルからヨーロッパ、アジア、アフリカへの選手流出に対処しなければ、2014年または2018年のワールドカップに参加する32チームのうち、16チームにはブラジル人選手が所属することになってしまう」と述べている。
ルーツを持たない選手が代表資格を得るための居住要件は、代表チームが関与する競技の完全性を維持するためのブラッターの取り組みの一環として、2008年5月のFIFA総会で2年から5年に延長された。
現在のFIFA規約では、III.代表チームでプレーする資格 (Eligibility to play for representative teams) の第7条「新しい国籍の取得」(Acquisition of a new nationality) として、第1項に次のように記されている。
d)のiiの場合、移住が代表チームの国籍取得のためではないことを証明する必要がある。
なお、2016年時点での規約では、上記のd)のうち、i 及び ii の規定は存在しなかった。

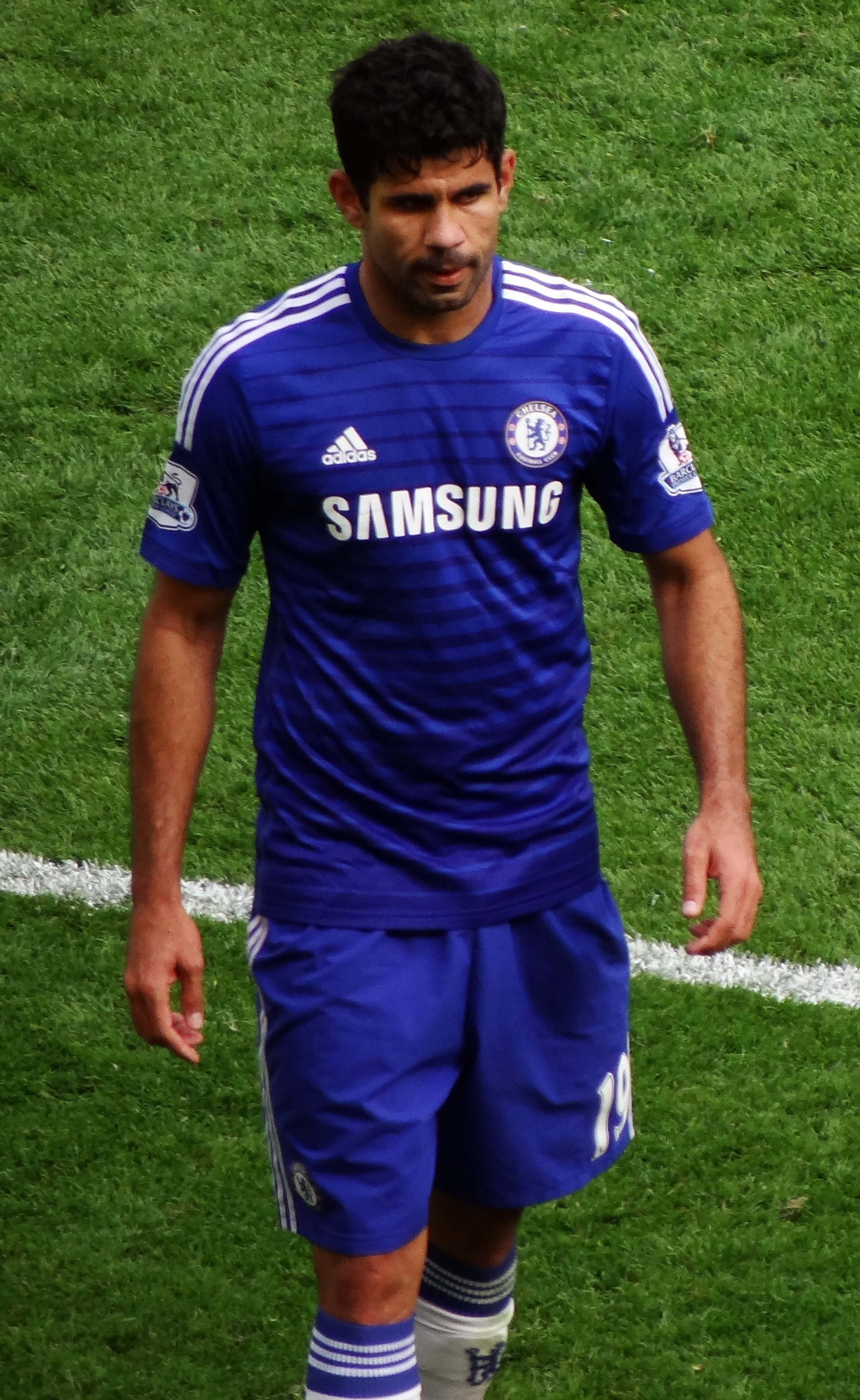
ジエゴ・コスタは、2013年にブラジル代表として親善試合2試合を行った後、スペイン代表として活動している。

この基準に従えば、それまで代表経験のない（あるいは育成年代でのみ代表経験のある）選手はいくつかの代表チームを選択することが可能であり、代表チームのスタッフ（監督やスカウト）が勧誘に動くことも珍しくない。例えば、2011年6月には、スコットランド代表監督（当時）のクレイグ・レヴェインは、スコットランド人の父親を持つU-17アメリカ代表のジャック・マクビーンにスコットランド国籍を選択するよう勧誘していたことが明らかになっている。また、ガレス・ベイルは、祖母がイギリス人であることからイングランド代表として活動できるか尋ねられたが、最終的には彼の生まれた国であるウェールズ代表として活動することを選択している。
2009年6月、FIFA総会で、代表資格変更に伴う育成年代での代表活動経験に関する年齢制限規定を削除する動議を可決した。この議決は、FIFA規約の適用を変更する規定の第18条に記載されている。
国際親善試合への出場は、選手を特定の国の代表として活動を縛り付けるものではない。例えば、ジャーメイン・ジョーンズはドイツ代表として国際親善試合数試合に出場したが、2010年にアメリカ代表としてデビューしている。また、ティアゴ・モッタは、ブラジルの育成年代の代表として活動し、招待チームとしてU-23代表が参加したCONCACAFゴールドカップにも出場経験があるが、その後はイタリア代表として活動を続けた。ジエゴ・コスタはブラジル代表として国際親善試合2試合に出場した が、スペイン代表のオファーを受けて2013年に出場資格を変更 、2014年と2018年のFIFAワールドカップにはスペイン代表として活動した。ギリシャ生まれで幼い頃にオーストラリアに移住し、両国で育成年代の代表経験を持つアポストロス・ギアンヌは2015年にギリシャ代表としてトルコとの親善試合に臨み（UEFA EURO 2016予選にもギリシャ代表として招集されたが、出場機会は無し）、その後2016年3月にオーストラリア代表としてデビューした 。FIFAの常任委員会である選手ステータス委員会 (FIFA Player's Status Committee) がこれらの判断を下す責任を負っている。
FIFA規約での「両親・祖父母の出生歴」に基づく代表資格は生物学的な子孫に限定されており、養子縁組は考慮されていない。一方で、ラグビーユニオンの国際競技連盟であるワールドラグビーは、選手が関係国の法律に基づいて合法的に養子縁組された場合、養子縁組の親を通じて子孫を追跡することを規定している。この規定は、選手本人は養子縁組されていないものの、一方または両方の（生みの）親が養子縁組された場合にも適用される。
2020年9月18日のFIFA総会において、代表チームの国籍変更に関する新しい規則が採択された。それによると、年代別代表のみで公式戦に出場していた場合で公式戦出場後に変更を希望する協会の国籍を取得した場合及びA代表で公式戦に出場した場合でも以下に該当する場合には代表チームの国籍を変更できるものとされた。
- 年代別代表のみで公式戦に出場していた場合で、最初の公式戦の出場時点で変更を希望する協会の国籍を有していなかった場合は、最後の公式戦に出場した時点で21歳未満であって（最後の公式戦出場が2020年9月18日より前であった場合この要件は不要）、変更を希望する協会の国籍取得に関する要件（前述の居住歴など）を満たすこと

- A代表で公式戦に出場した場合は以下の要件を全て満たすこと
  - A代表・年代別代表に関わらず最初の公式戦の出場時点で変更を希望する協会の国籍を有していたこと
  - A代表・年代別代表に関わらず最後の公式戦の出場時点で21歳未満であったこと（最後の公式戦出場が2020年9月18日より前であった場合この要件は不要）
  - 公式戦・非公式戦に関わらずA代表における出場試合数が3試合以下であること
  - 公式戦・非公式戦に関わらずA代表における最後の試合出場から少なくとも3年が経過していること
  - A代表でワールドカップ・大陸別大会の本大会に出場していないこと

いずれの場合も代表チームの国籍変更は1回に限り認められるが、変更した代表チームにおいて出場機会を全く得られなかった場合は変更前の代表チームの国籍に戻ることを申請できる。

### 代表資格違反の場合の罰則

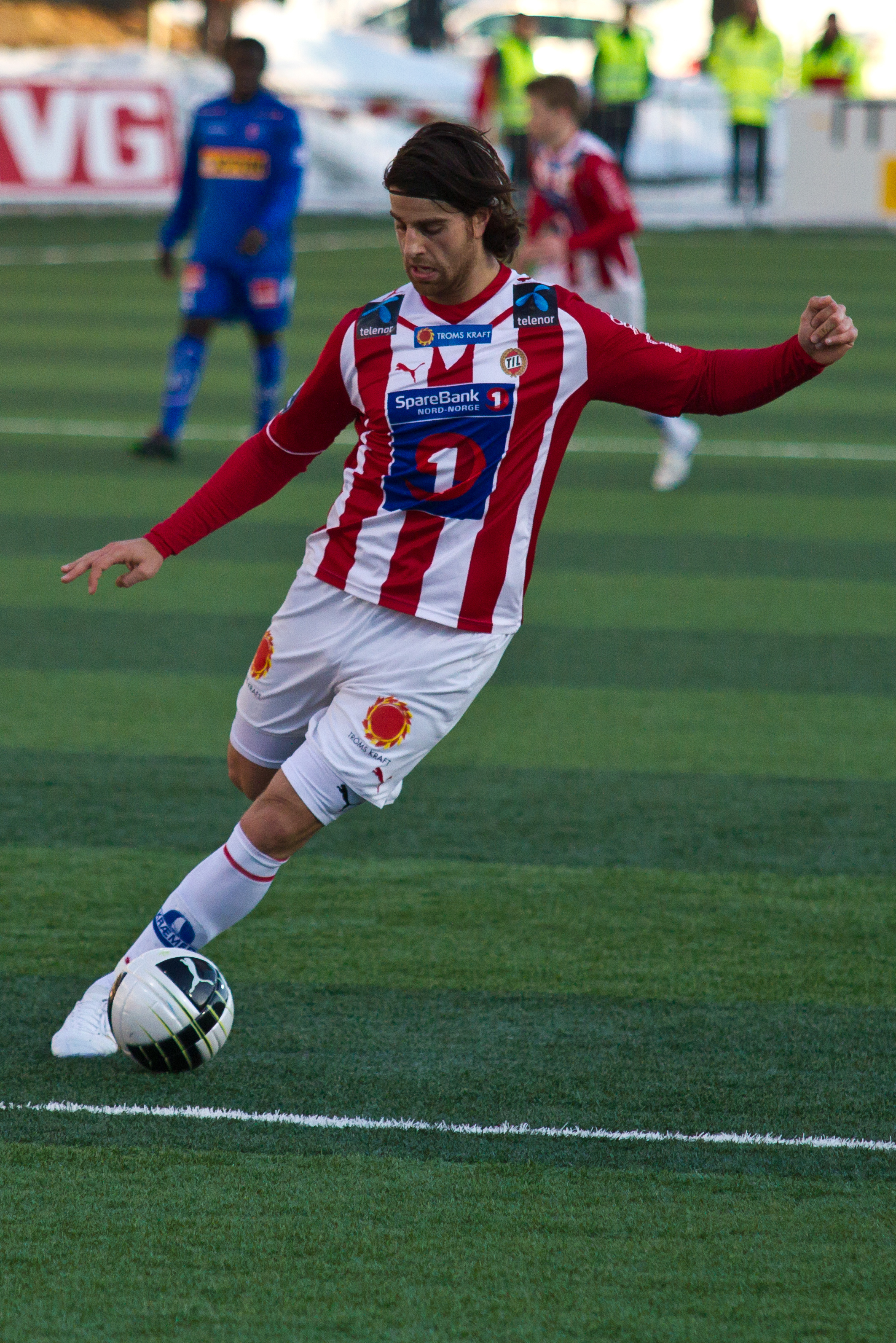
シリアは、2014 FIFAワールドカップ・アジア2次予選のタジキスタン戦にスウェーデン代表のあるジョージ・ムラードを出場させたため、FIFAによって失格（予選プロセスから追放）処分となった。

FIFAは、その代表が代表資格のない選手を起用した場合に、代表チームに対して懲戒措置を執る。2011年7月23日・28日に行われた2014 FIFAワールドカップ・アジア2次予選のシリア対タジキスタンの試合にシリアがジョージ・ムラードを起用して勝利したが、翌8月、FIFAは2014FIFAワールドカップ予選プロセスからシリアを追放処分することとした。ムラードはシリアで活動する前にスウェーデン代表として国際親善試合2試合に出場していたが、ムラードが代表資格変更許可申請をFIFAに出していなかったことが判り、FIFA規約違反とされたものである 。
2016年リオデジャネイロオリンピック男子サッカーのオセアニア予選を兼ねた2015パシフィックゲームズ男子サッカーのオリンピック代表トーナメント準決勝で、南アフリカで生まれ、幼い頃からニュージーランドで育ったデクラン・ウィンが、ニュージーランド代表として出場し3-0で勝利したが、試合後に対戦相手のバヌアツからウィンの出場資格に関して抗議が提出された。ウィンは14歳に南アフリカからニュージーランドに移住したものの、当時はまだ20歳で「18歳に達して以降少なくとも5年間継続して生活している」という当時の代表資格変更の要件を満たせず、オセアニアサッカー連盟がバヌアツの抗議を受け入れ、ニュージーランドを失格処分（0-3の敗戦扱い）とし、バヌアツが決勝に進出した。
2016年9月に行われた2018FIFAワールドカップ南米予選では、ボリビア代表がパラグアイ生まれのネルソン・デビッド・カブレラを起用し、第7節のペルー戦に勝利し、第8節のチリ戦ではスコアレスドローに終わった。しかし、試合後にカブレラの代表資格違反（ボリビア居住歴が4年しかなかった）が判明し、FIFAはカブレラの出場したボリビアの2試合をいずれも0-3の敗戦扱いとした。この結果、ペルーは失ったはずの勝ち点3を得て、同じく勝ち点2（1→3）を得たチリを得失点差で上回って5位に浮上、大陸間プレーオフ出場権を獲得した。

## 代表参加資格の共有が認められている国
FIFA加盟協会のうち、以下の25の協会については他のFIFA加盟協会と代表参加資格要件を共有している 。
これらに該当する協会間においては、FIFA規約第6.1条に基づき、選手並びに両親・祖父母が当該協会の管轄区域で生まれていなくとも、2年間の居住歴があれば、共通の国籍を共有する別の協会の代表となることが出来る。
| アメリカ合衆国   | アメリカ領サモア       | グアム                   | プエルトリコ             |
| アメリカ合衆国   | アメリカ合衆国         | アメリカ領ヴァージン諸島 |                          |
| イギリス         | アンギラ               | バミューダ諸島           | イギリス領ヴァージン諸島 |
| イギリス         | ケイマン諸島           | イングランド             | ジブラルタル             |
| イギリス         | モントセラト           | 北アイルランド           | スコットランド           |
| イギリス         | タークス・カイコス諸島 | ウェールズ               |                          |
| 中華人民共和国   | 中華人民共和国         | 香港                     | マカオ                   |
| デンマーク       | デンマーク             | フェロー諸島             |                          |
| フランス         | フランス               | タヒチ                   | ニューカレドニア         |
| オランダ         | アルバ                 | キュラソー               | オランダ                 |
| ニュージーランド | クック諸島             | ニュージーランド         |                          |

注記
1. ↑  イギリスの4協会（イングランド、北アイルランド、スコットランド、ウェールズ）は、この規約で協会間の代表異動が可能となることを拒否し、相互に協定を結んでいる。#イギリスにおける代表参加資格の節も参照のこと。

## イギリスにおける代表参加資格
イギリス（グレートブリテン及び北アイルランド連合王国）傘下の4カントリーのサッカー協会、すなわちフットボール・アソシエーション（イングランドサッカー協会）、スコットランドサッカー協会、ウェールズサッカー協会、アイリッシュ・フットボール・アソシエーション（北アイルランドサッカー協会）の間では代表参加資格に関する一連の合意が行われており、その最新のものは2010年にFIFAに承認されている。
ナイジェル・スパックマンはレンジャーズFC在籍時の1990年に祖父の出身地であるスコットランドからの代表招集を希望していた。しかし、当時、イギリスの4協会は、自国出身の両親を持たない選手を代表として受け入れることを選択しなかった。ヘラルドは「4協会間の合意がなければ彼にスコットランド代表でプレーする資格を与える要件は揃っていたが、もはやそれは叶わない」と記している。

### 外国生まれのイギリス人
この合意は、ドイツでイギリス人の父親の下に生まれ、地縁がないにもかかわらず北アイルランド代表として活動したマイク・テイラーの類似事案への対応であると誤って伝えられることがある。テイラーは、1993年の紳士協定が成立してから5年後の1998年に北アイルランドに代表招集されているが、テイラーはFIFA規約に基づき、北アイルランドでプレーする資格を有していた。当時のFIFA規約では「その国の法律に基づいてその国に帰化した選手は、その国の代表チームでプレーする資格がある」とされており、イギリスには代表チームが存在しないことから、イギリスを構成する協会の一つである北アイルランドの代表となることを選択したのである。

### 1993年の4協会協定
4つの協会は、1993年2月27日にハートフォードシャーのハンブリーマナーで会合した。スコットランドサッカー協会（SFA）は、会議の議事録を報道機関に発表した。
デービッド・ジョンソンは、1999年9月9日のアメリカ合衆国との親善試合などカリブ海諸国での親善試合4試合にジャマイカ代表として出場した経験を持つ選手であるが、彼はそれ以前にU-21イングランド代表でプレーした経験を持ち、イングランドB代表での出場経験も有していた。1999年9月下旬、当時イプスウィッチ・タウンに所属していたジョンソンはウェールズ協会（FAW、後に怪我のために招集見送り）、さらにスコットランド協会 (SFA) から代表招集オファーを受けた。 ジョンソンはイギリスの里親によって育てられたジャマイカの移民であって、彼がイギリスの4協会のいずれの代表にも招集されることができると認識しており、ウェールズとスコットランドのサッカー協会も同様の認識であった。 イングランド協会（FA）は、代表資格の変更があり得ることを選手の代理人にアドバイスしていた 。
しかし、SFAは、ジョンソンの実の母親がイングランド出身であることが判明し、4協会の合意に基づけばジョンソンはイングランド代表以外の資格を得ることができないと判断し、SFAはこれに従うこととした。一方、北アイルランド協会（IFA）はジョンソン事例は、前年北アイルランド代表に招集されたドイツ生まれのマイク・テイラーの事例と同じであるとしてこれを承服しなかった。ヘラルドは、「イギリスの4協会が署名した合意では、イギリスの代表資格条項は、選手、彼の生みの父母、そして彼の祖父母（生みの親の実の父母）がすべてイギリス外で生まれた場合にのみ有効であることを強調することが重要である」と述べている。
ウェールズ協会（FAW）のスポークスマン、チェッリ・ステネットは、「この展開に非常に戸惑った」「テイラーは4つの母国のいずれかでプレーする資格があり、（北アイルランド代表監督の）ローリー・マクメネミーもテイラーを招集することを望んだ」と述べた。ステネットは、FIFAがジョンソンにウェールズ代表資格の変更許可を与えたと明言し、「彼は試に出場するためにベンチにいた」と述べた。 
ローリー・マクメネミーが率いていた北アイルランド代表はイギリスとは関係のない選手の招集を継続的に試みており、ドイツ生まれのマイク・テイラー、ナイジェリア生まれのデレ・アデボラ、ジャマイカ生まれのジョンソンの招集を試みている。マクメネミーの後任であるサミー・マッキロイは、マクメネミーの方針をよしとしなかった。 
元FA幹部のデイヴィッド・デイヴィスは、スヴェン＝ゴラン・エリクソンがイングランド代表監督を務めていたときに、イタリア出身のカルロ・クディチーニ、ブラジル出身のエドゥ、フランス出身のスティード・マルブランクとルイ・サハを招集することを検討していたと明かしている。
2004年2月、スコットランドでは、フランス出身のディディエ・アガテとイタリア出身のロレンツォ・アモルーゾがスコットランド代表としてプレーする可能性について多くのメディアによる憶測が飛び交った。スコットランド代表のドイツ人監督であるベルティ・フォクツは、彼らの守備を好んでいるようであった。スコットランド代表のキャプテン、クリスティアン・デイリーはこれに対して、デイリー・レコード紙のインタビューに「彼ら（協会幹部）がジネディーヌ・ジダンを呼んでも構わない。ただ、自分は外国人のチームで勝つよりもスコットランド人のチームで負けるほうがいい。ここはクラブチームではなくスコットランド代表チームなんだ…他の選手も間違いなくそれ（外国人選手の招集）に反対するだろう」と述べている。 
他の協会との会合に先立ち、SFAの幹部であるデビッド・テイラーは、合意を許諾しないよう注意を促した。テイラーは「母国が最高の選手を自由に獲得できるわけではないことを注視しなければならない」「これは我々が4つの協会に分かれ、イギリス代表が存在しない理由の核心である」と述べた 。2004年3月1日、イギリスの4協会は合意を維持することを決議した。 

### 2006年の合意
2006年1月、北アイルランド代表監督のローリー・サンチェスは、北アイルランド以外で生まれたイギリス国籍の選手を招聘するという希望を持っていたが、それが打ち砕かれた。アイルランド協会のチーフは、代表には北アイルランドにルーツを持つ選手しか選べないとサンチェスに語った。サンチェスは、ルールに対する不満について「特定の国と家族の絆がない限り、選手にアプローチしてはならないというイギリス4協会の合意にを守らなければならない」「自分はこのことにイライラするが、自分の仕事は北アイルランド代表のマネジメントであり、彼ら（北アイルランド協会 ）は政策を立てることだ」「私は自分が引き連れた選手たちと仕事を続けなければならないし、それが出来れば非常に幸せだ。」と述べている。
協定の文言は、2006年12月にFIFAによって調整され、公表された。 
2008年10月、スペイン人ストライカーのイグナシオ・ノボは、スコットランド代表としてプレーする資格が得られればイギリスのパスポートを申請すると発表したが、SFAは合意に基づき、ノボに代表資格を与えないと発表した。

### 2009年の合意
この協定は、2008年にFIFA規約が改定された後、2009年に全面改定された。この改定により、海外で生まれたイギリス人選手が代表チームを選択できる抜け穴は塞がれたことになる。

#### 居住条項の適用除外
イギリスの構成国（ホーム・ネイションズ）の各サッカー協会は、居住者する選手が8つの代表チーム参加資格を選択することができる条項を適用除外とすることに同意した。 
FIFAの規約によると「共通の国籍を共有する協会は、規約第7条第1項の項目d（18歳以降の居住年数に関する項目）を適用除外とするか、居住年数をより長く修正設定することへの合意を結ぶことができる」と記しており、これが適用されたものである。

#### 教育条項の追加
2009年2月、スコットランド協会 (SFA) の幹部であるゴードン・スミスは、特定のネイション（各協会の領域内）で教育を受けた選手が、そのネイション生まれの血縁関係のある両親・祖父母がいなかった場合でも、そのネイションを代表する資格を得ることができるよう協定を改定する提案を行い、2009年10月にFIFAによって承認された。 
2010年6月、FIFAは基準の軽微な修正を承認した。新しい条項の導入により、選手は、ホーム・ネイションズ内で5年間の教育を受けた場合、イギリス代表チームの資格を得ることができるとされた。
この結果、イングランド生まれのアンドリュー・ドライバーは、2012年6月にスコットランド代表チームでプレーする資格を得た。ドライバーは元々11歳からスコットランドに住んでいたにもかかわらず、出生地であるイングランド代表の資格しか有していなかった。一方、生涯のほとんどをウェールズのハワーデンで過ごしたにもかかわらず、それまでウェールズ代表の資格が得られなかったアンディ・ドーマンもウェールズ代表の資格を得る権利が与えられ、2009年11月に代表招集され、2010年5月23日にモンテネグロとのアウェイゲームでデビューした。
この改定を受けて、自国を代表する資格の基準は次のとおりとなった。
2012年7月、ウェールズサッカー協会は、スウォンジー・シティAFC所属のスペイン人DFアンヘル・ランヘルが合意によりウェールズを代表する資格がないことを確認しました。 

## 北アイルランド
（イギリスのカントリーの一つである）北アイルランドで生まれた選手は、イギリスとアイルランドのそれぞれの国籍法に基づき、いずれかの市民権を選択することが出来るため、アイリッシュ・フットボール・アソシエーション（北アイルランドサッカー協会、IFA）の招集する北アイルランド代表と、フットボール・アソシエーション・オブ・アイルランド（アイルランド共和国サッカー協会、FAI）の招集するアイルランド（共和国）代表のいずれかを選択できる。

北アイルランド代表の資格がある選手は、アイルランド（共和国）のパスポートを持っている場合、イギリスのパスポートは必要ない。しかし2006年にFIFAが「北アイルランド代表の選手は（北アイルランドが構成する）イギリスのパスポートを所持しなくてはいけない」という決定を下し、これに北アイルランド国務長官のピーター・ヘインとアイルランド共和国の外務大臣であるダーモット・アハーンが介入してIFAが抗議し、FIFAは1か月後にこの決定を取り消した 

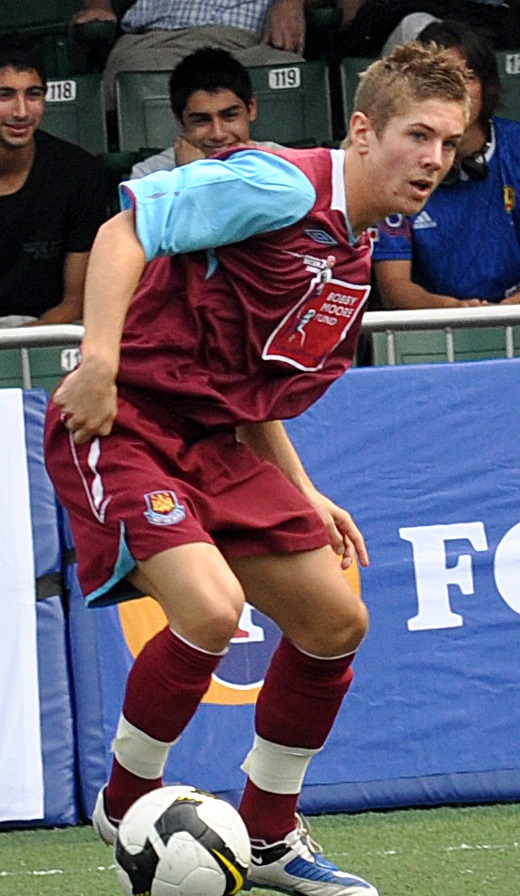
もともと育成年代で北アイルランド代表の経歴を持っていたダニエル・カーンズは、アイルランド（共和国）に住んでおらず、共和国出身の両親や祖父母がいなかったにもかかわらず、アイルランド共和国代表として招集されることを選択し、このことがIFAが異議を唱えるきっかけとなった。

2009年、元々育成年代で北アイルランド代表経験を持っていたダニエル・カーンズがアイルランド（共和国）代表入りを宣言した。カーンズはベルファストで生まれ、彼の両親と祖父母も皆北アイルランド出身であった。北アイルランド協会 (IFA) は、カーンズにはアイルランド共和国の代表資格がないはずだとFIFAに異議を唱えたが、FIFAは次のように回答した。「FIFA法務委員会が理解しているように、北アイルランドの状況は、（ほぼ全ての選手が）アイルランド共和国のパスポートを取得する権利を持っていることを考えれば、すべての北アイルランドのサッカー選手が北アイルランド代表としてプレーすることを選ぶことができるようなものである。（一方で）明らかに、イギリスのパスポート（を保有する選手）に対してそのような主張をしないアイルランド共和国の選手には同様のことは当てはまらない。これは、IFAが一方向の状況にさらされていることを意味する。この状況では、選手は協会（代表）を選択できるが、協会が選手を選ぶことは不可能である。この状況はかなり独特であり、FIFAの法令と規制は解決策を提供していない」 
2007年、FIFA法務委員会は、アイルランド（共和国）協会 (FAI) に対して、自主的に次の要件のいずれかを満たす北アイルランドの選手を代表チームに招集するよう求めた。
a）選手がアイルランド共和国で生まれである。
b）選手の実の（生物学的な）両親のいずれかがアイルランド共和国で生まれである。
c）選手のの祖父母のいずれかがアイルランド共和国で生まれである。
d）選手が少なくとも2年間、アイルランド共和国で継続的に生活している。
FIFAはまた、IFAとFAIとの間で以下の趣旨の合意を結ぶことを提案した。
（前略）北アイルランドの領土で生まれ、イギリス国籍を有し、アイルランド共和国のパスポートを受け取る資格を持つ、またはアイルランド共和国の領土で生まれ、アイルランド国籍を保持しているすべての選手は、代表資格の他の要件が満たされていることを前提に、FAI または IFA のいずれかの代表資格を得ることが出来る。
この提案について、FAIは支持したが、IFAは支持しなかった。 IFAの拒否について、FIFAはIFAに「現状を順守するものと結論付けた」と述べた。 
2010年、IFAはスポーツ仲裁裁判所（CAS）へFAIに対する異議を申し立てた。  CASは、IFAに対し「カーンズの状況が第16条に規定されている国籍の共有と同等であると合理的に主張することはできない、または国籍の共有の出発点からの協会の変更を要求する」と結論付け、カーンズのアイルランド国籍に関する状況は、第16条に準拠しているのではなく、第15条に規定されている一般原則に準拠しているとしたものであるとし、「カーンズとアイルランド共和国との間には、FAIの代表チームでプレーする資格を得るために（第16条で説明されているように）これ以上の関係を求める必要はない。」と示している。 